# Popmart: Live from Mexico City
Popmart: Live From Mexico City é um álbum de video da banda de rock U2. Foi gravado em 3 de Dezembro de 1997 na Cidade do México, México, e editado em VHS em 1998. Este show foi pela extravagante 'Popmart Tour'.

## Faixas do DVD
1. "Pop Muzik"
2. "Mofo"
3. "I Will Follow"
4. "Gone"
5. "Even Better Than The Real Thing"
6. "Last Night on Earth"
7. "Until the End of the World"
8. "New Year's Day"
9. "Pride (In the Name of Love)"
10. "I Still Haven't Found What I'm Looking For"
11. "All I Want Is You"
12. "Desire"
13. "Staring at the Sun"
14. "Sunday Bloody Sunday"
15. "Bullet the Blue Sky"
16. "Please"
17. "Where the Streets Have No Name"
18. "Lemon (Perfecto Mix)"
19. "Discothèque"
20. "If You Wear That Velvet Dress"
21. "With or Without You"
22. "Hold Me, Thrill Me, Kiss Me, Kill Me"
23. "Mysterious Ways"
24. "One"
25. "Wake Up Dead Man"

## Equipamento
Guitarras Usadas
The Edge - Gibson Les Paul Custom, Rickenbacker 330-12, Gibson Les Paul Standard (goldtop), Fender Stratocaster (vários), Taylor Acústico, Gretsch Country Gentleman, Fernades Decade, Gretsch Country Classic
Bono - Gretsch Country Club, Gibson ES-175 (vermelha e azul), Gibson Hommingbird

## Certificações
| País                       | Certificação | Vendas  |
| -------------------------- | ------------ | ------- |
| Austrália (ARIA)           | Ouro         | 7.500+  |
| Brasil (Pro-Música Brasil) | Ouro         | 25.000+ |
| México (AMPROFON)          | Platina      | 20.000+ |
| Reino Unido (BPI)          | Platina      | 50.000+ |